# Al-Kazimijja
Al-Kazimijja – starożytne miasto, leżące obecnie na przedmieściach Bagdadu, około pięć kilometrów na północny wschód od centrum miasta. Miasto to jest świętym miejscem szyitów, ponieważ ich siódmy imam Musa al-Kazim został tu pochowany wraz ze swoim wnukiem, Muhammadem Taqi-atem. Miasto to zostało nazwane imieniem Musy al-Kazima.
Za rządów Saddama Husajna znajdowała się tu siedziba wywiadu wojskowego. W dniu 30 grudnia 2006 roku Saddam Husajn został stracony w jednej z baz wojskowych muhafazy Al-Kazimijja, Camp Justice (arab. al-Adala, dawniej Camp Banzai), poprzez powieszenie. W tym samym miejscu dnia 15 stycznia 2007 roku wykonano wyroki śmierci na Barzanie Ibrahimie at-Tikritim i Awadzie Hamidzie al-Bandarze.